# Damp Holding
Die Damp Holding AG war eine Klinikgruppe, die sich zugleich im Touristikbereich engagierte.
Mit dem Bau der Reha-Klinik Damp, der Ostseeklinik Damp und der Damp Touristik entwickelte man im Jahr 1973 den Standort in Schwansen. Im Jahr 2004 verfügte die Damp-Gruppe an neun verschiedenen Standorten über Fachkliniken und Rehabilitationszentren. Sie beschäftigte rund 4100 Mitarbeiter. Im Jahr 2005 erwarb man die Fachklinik Schleswig und das Martin-Luther-Krankenhaus Schleswig, ein Jahr später das Hanse-Klinikum Wismar.
Die Gruppe ging im Jahr 2012 in die Helios Kliniken über.